# Санта-Крус-де-Пінарес
Санта-Крус-де-Пінарес (ісп. Santa Cruz de Pinares) — муніципалітет в Іспанії, у складі автономної спільноти Кастилія-і-Леон, у провінції Авіла. Населення — 184 особи (2010).
Муніципалітет розташований на відстані близько 75 км на захід від Мадрида, 16 км на південний схід від Авіли.

## Демографія
Динаміка населення (INE ):